# Schweizerei (Dresden)
Die Gaststätte Schweizerei wurde 1872/1873 im ehemaligen „Naak`schen Gutsgrundstück“ in Loschwitz eröffnet. Es handelte sich um ein Restaurations-Etablissement, dass der Berliner Kaufmann Eugen Rosenstiel nach dessen Grundstücks- und Gebäudeerwerb entsprechend ausgebaut hatte. Dazu gehörte auch der Ausbau der Schweizer Straße (nach der Eingemeindung nach Dresden seit 1921 umbenannt: Ulrichstraße). Zur Restauration gehörte auch die Anlage eines „romantischen Alpenweges“ sowie das künstliche Tal „Goldgrund“ mit kleiner Brücke.

## 1872 bis 1945
Ab 1885 baute der Unternehmer Rosenstiel das Gelände mit „Sachsens größten Wasserfall“, weiteren Brücken und zusätzlichen Aufstiegen aus. Der Wasserfall wurde bengalisch beleuchtet und aus der „Amalien-Felsenquelle“ gespeist. Im Felsenteich wurde zudem Fischzucht betrieben und die Erträge gleich vor Ort fangfrisch angeboten. Auch fanden häufige Kinderfeste, Konzerte und andere Unterhaltungsaktivitäten statt.

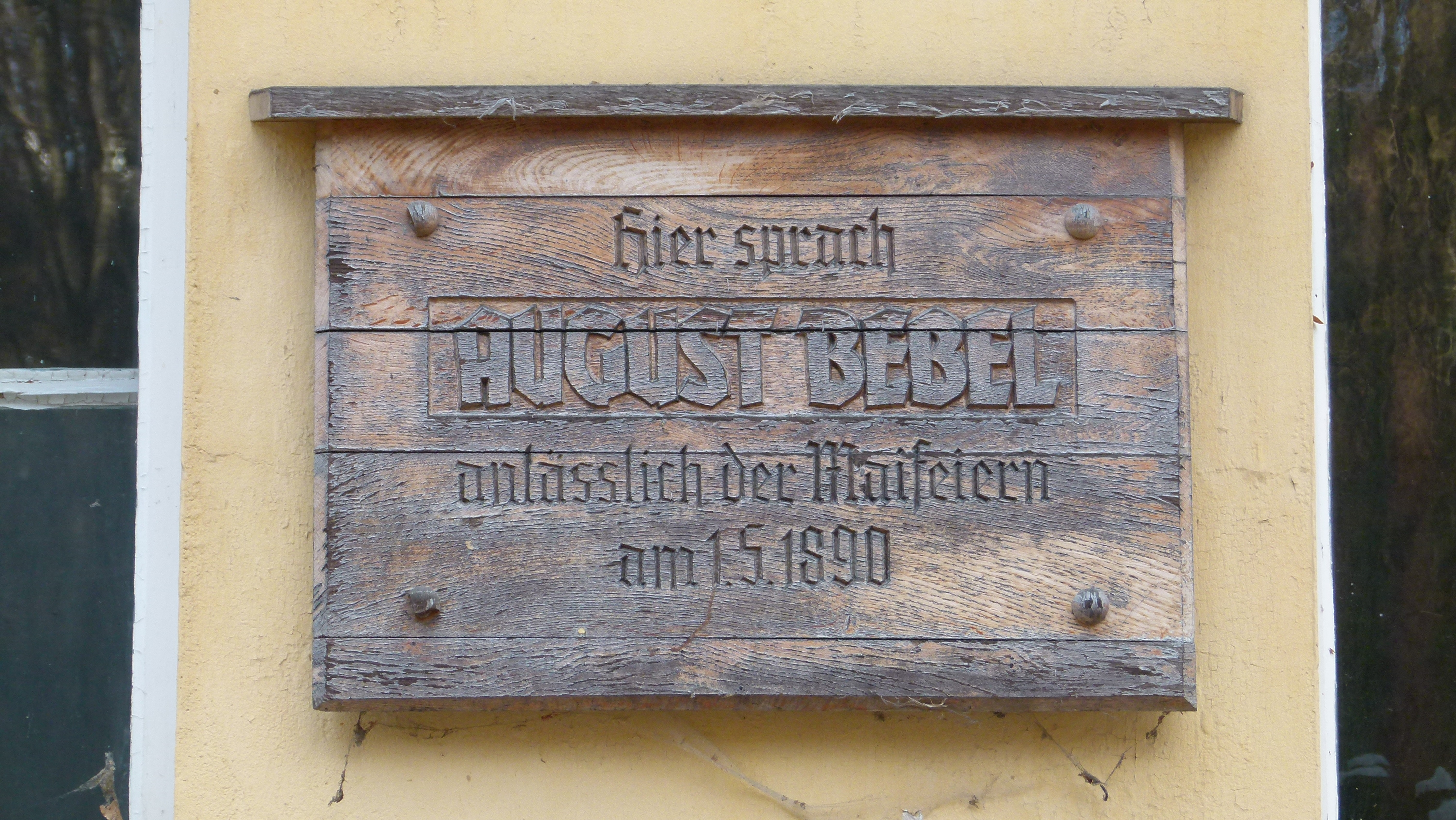
Ulrichstraße 5; Loschwitz; August Bebel

Am 1. Mai 1890 sprachen August Bebel und Paul Singer auf der ersten Dresdner Maifeier. Mehrere Hundert Arbeiter waren zugegen, um sich für den Acht-Stunden-Arbeitstag zu engagieren. An das Ereignis erinnert noch heute eine hölzerne Gedenktafel an der Gebäudewand. Die Tradition der Maifeiern blieb lange Jahre erhalten. 1903 kam auch August Bebel nochmals zur Gründung des Zentralverbandes der Konsumvereine.
Seit 1892 wechselte der Besitzer der Gastwirtschaft mehrfach.
1899 übernahm das Anwesen der neue Eigentümer Fritz Krüger, welcher am 1. April 1899 neben dem Wasserfall ein 2,80 m hohes Bismarck-Denkmal von Anton Schwarz und Adolf Schwarz aufstellen ließ. Das Denkmal ist heute nicht mehr vorhanden. Zudem wurde am gleichen Tag eine Bismarck-Eiche gepflanzt.
Im Dezember 1907 zerstörte ein Feuer Teile des Gebäudekomplexes. In dessen Folge wurde der neue Besitzer bis 1920 die Großbauchlitzer Brauerei. Aufgrund von wirtschaftlichen Problemen wurde der Betrieb 1942 eingestellt.

## Nach 1945
Nach dem Ende des Zweiten Weltkrieges gab es unterschiedliche Nutzungszwecke für die Gebäude. Sie dienten als Wohnhaus, Flüchtlingsunterkunft, zeitweise auch als Firmensitz eines Kalenderherstellers und einer Baufirma sowie als Lagerflächen und Gewerberäume für verschiedene Firmen. 2005 wurde das Grundstück denkmalgerecht saniert. Eine Gedenktafel verweist auf die Geschichte der Schweizerei.

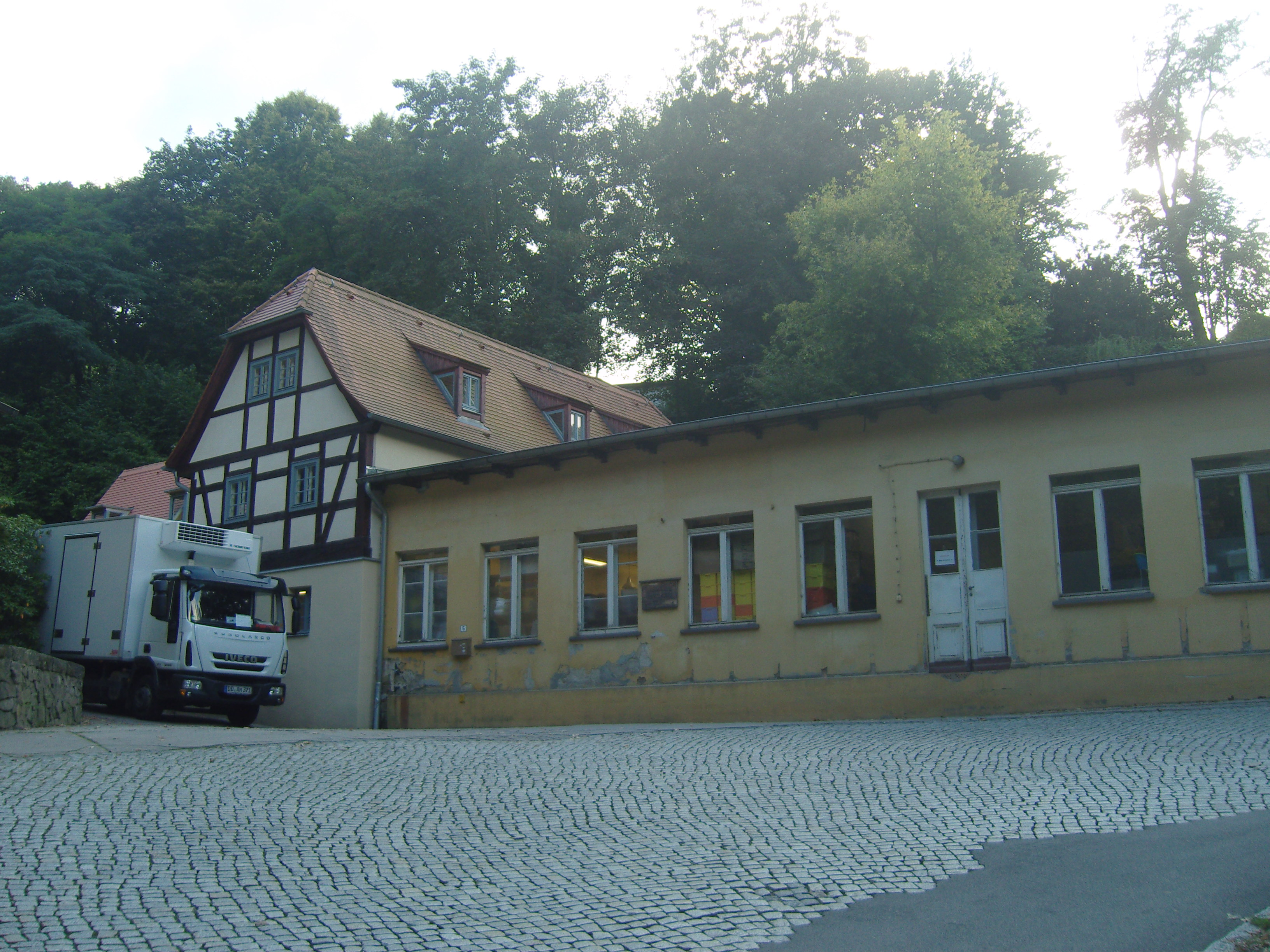
Schweizerei 2011